# Оберн (Калифорнија)
Оберн (енгл. Auburn) град је у америчкој савезној држави Калифорнија. По попису становништва из 2010. у њему је живело 13.330 становника.

## Демографија
Према попису становништва из 2010. у граду је живело 13.330 становника, што је 868 (7,0%) становника више него 2000. године.
| Група             | 2000.          | 2010.          |
| Белци             | 11.155 (89,5%) | 11.113 (83,4%) |
| Афроамериканци    | 57 (0,5%)      | 100 (0,8%)     |
| Азијати           | 165 (1,3%)     | 240 (1,8%)     |
| Хиспаноамериканци | 744 (6,0%)     | 1.331 (10,0%)  |
| Укупно            | 12.462         | 13.330         |